# Piesenkofen (Obertraubling)
Piesenkofen ist ein Kirchdorf und Gemeindeteil mit 748 Einwohnern (Stand: 31. Dezember 2011) der Gemeinde Obertraubling im Landkreis Regensburg in Bayern.
Der Ort wird vom Litzelbach durchflossen.

## Geschichte
Der Fund einer unbeschädigten kräftigen Steinaxt in Piesenkofen weist auf die steinzeitliche Besiedlung des Gebietes hin. 
Bei zahlreichen Ausgrabungen in den Jahren 2011 und 2013 wurden im Baugebiet Piesenkofen West III ein über 5000 Jahre altes Wohnhaus, ein Grabenwerk der jungsteinzeitlichen Chamer Kultur und ein Glockenbechergrab entdeckt.
Die erste urkundliche Erwähnung des Dorfes stammt von 1135.

## Bauwerke
- Katholische Kirche Sankt Martin: Die Bausubstanz stammt teilweise noch aus dem 12. oder 13. Jahrhundert. Die Kirche wurde wohl vom Adelsgeschlecht der Pysenchovener erbaut. Der Hochaltar im Rokokostil besitzt ein Altarblatt von Martin Speer (1751).